# Heikki Kovalainen
Heikki Johannes Kovalainen (n. 19 octombrie 1981, Suomussalmi, Finlanda) este un pilot de curse finlandez. A evoluat în Formula 1 între anii  2007 și 2013 pentru echipele Renault, McLaren, Team Lotus și Lotus F1. A debutat în campionatul mondial de F1 în 2007, înlocuindu-l la Renault F1 pe Fernando Alonso.

## Cariera

### Karting
Cariera lui Kovalainen a început în 1991 unde a rămas până în 2000. De-a lungul anilor a obținut un loc doi în Formula A (Finlanda) în 1999 și 2000, a devenit campion al țărilor nordice și a câștigat Trofeul Elf Masters în 2000. De asemenea a fost desemnat Pilotul Finlandez al Anului tot atunci.

### Formula Renault
Primul sezon al lui Kovalainen în lumea monoposturilor a fost în Formula Renault unde a fost repede remarcat. Locul 4 la sfârșitul campionatului i-a adus titlul de "Debutantul Anului", având două victorii, două pole positions și trei tururi rapide.

### Formula 3
În 2002 Kovalainen a trecut la Formula 3. A terminat al treilea în sezonul de debut. Cu 5 victorii, 3 pole positions și 3 tururi rapide, a fost desemnat și aici "Debutantul Anului". El și-a demonstrat forma bună și în cursele internaționale, reușind un loc doi în cursa de Formula 3 de la Macao dar și un loc patru la Marlboro Masters de la Zandvoort.

### World Series by Nissan
Kovalainen a intrat în Campionatul Mondial Nissan în 2003 terminând al doilea în sezonul său de debut, iar a câștigat titlul cu echipa Pons în 2004.

## Cursa Campionilor
Grație victoriei din World Series by Nissan, Kovalainen a participat în 2004 la Cursa Campionilor ce are loc anual pe Stade de France, la Paris. La final a fost desemnat Campionul Campionilor, reușind să-l învingă in finală pe campionul mondial de raliuri Sébastien Loeb. Tot atunci a participat și în Cupa Națiunilor, alături de compatriotul său Marcus Grönholm, de asemenea pilot de raliuri. Echipa formată din cei doi a pierdut însă în finală în fața echipei franceze, după ce Ferrari-ul 360 Modena al lui Kovalainen s-a defectat. El i-a învins pe campionii din acei ani din raliuri și Formula 1, Sébastien Loeb, respectiv Michael Schumacher și cu mașinile acestora, chiar dacă nu mai pilotase asemena bolizi.

#### Rezultate
| Rundă      | Oponent            | Mașină             | Timp      | Diferență | Rezultat |
| ---------- | ------------------ | ------------------ | --------- | --------- | -------- |
| 1          | David Coulthard    | Buggy              | 1:45.8988 | -11.905   | 1 - 0    |
| 2          | Jean Alesi         | Ferrari 360 Modena | 1:48.9325 | -1.7085   | 1 - 0    |
| Semifinale | Michael Schumacher | Ferrari 360 Modena | 1:45.3851 | -10.9954  | 1 - 0    |
| Finala     | Sébastien Loeb     | Peugeot 307 WRC    | 1:42.2602 | -0.7977   | 1 - 0    |
| Finala     | Sébastien Loeb     | Ferrari 360 Modena | 1:47.4383 | -8.1459   | 1 - 0    |

## GP2
În 2005, Kovalainen a promovat la o altă categorie de curse, campioantul GP2, noua pepinieră a Formulei 1 și succesoarul Formulei 3000. În sezonul de debut campionatul a atras numeroși tineri piloți ce doreau să se afirme, iar Kovalainen a reușit să se bată pentru titlu împreună cu echipa sa, Arden International.
Startul bun al sezonului i-a adus cateva victorii ușoare, însă pe măsura ce campionatul înainta, el pierdea teren, în cele din urma pierzând dramatic titlui în fața lui Nico Rosberg. Oricum, Kovalainen își demonstrase calitățile îndeajuns de mult încât să obțina un post de pilot de teste la Renault F1.

### Statistica în GP2
| Sezon | Echipă              | Nr. | Curse | Pole Positions | Victorii | Puncte | Loc |
| 2005  | Arden International | 22  | 23    | 2              | 5        | 105    | 2   |

## Pilot de teste înFormula 1
Kovalainen și-a petrecut întreg anul 2006 testând pentru Renault F1, parcurgând peste 20000 km pe pistă, în sesiuni de teste.
Plecarea lui Fernando Alonso la McLaren în sezonul 2007, i-a adus lui Kovalainen postul mult visat de pilot de Formula 1.

## Cariera în Formula 1
| Sezon | Echipă                     | Puncte      | Loc clasament general |
| ----- | -------------------------- | ----------- | --------------------- |
| 2006  | Mild Seven Renault F1 Team | Pilot teste | -                     |
| 2007  | ING Renault F1 Team        | 30          | 7                     |
| 2008  | Vodafone McLaren Mercedes  | 53          | 7                     |
| 2009  | Vodafone McLaren Mercedes  | 22          | 12                    |
| 2010  | Lotus Racing               | 0           | -                     |
| 2011  | Team Lotus                 | 0           | -                     |
| 2012  | Caterham F1 Team           | 0           | -                     |
| 2013  | Lotus F1 Team              | 0           | -                     |